# Суперкубок Бельгії з футболу 1982
Суперкубок Бельгії з футболу 1982 — 4-й розіграш турніру. Гра відбулася 10 серпня 1982 року між чемпіоном Бельгії клубом «Стандард» (Льєж) та фіналістом кубка Бельгії клубом «Варегем». Останній взяв участь у матчі за суперкубок через відмову Бельгійської футбольної асоціації надати право виступу в турнірі аматорському клубу Ватершей Тор, який переміг у кубку Бельгії.
| Володар Суперкубка Бельгії 1982 |
| ------------------------------- |
|                                 |
| «Варегем» Перший титул          |

## Матч

### Деталі
| 10 серпня 1982 |

| «Стандард» (Льєж) | 2:3 | «Варегем» |
| ----------------- | --- | --------- |
|                   |     |           |

| Моріс Дюфрасн, Льєж |